# Dołhobrody (gromada)
Dołhobrody – dawna gromada, czyli najmniejsza jednostka podziału terytorialnego Polskiej Rzeczypospolitej Ludowej w latach 1954–1972.
Gromady, z gromadzkimi radami narodowymi (GRN) jako organami władzy najniższego stopnia na wsi, funkcjonowały od reformy reorganizującej administrację wiejską przeprowadzonej jesienią 1954 do momentu ich zniesienia z dniem 1 stycznia 1973, tym samym wypierając organizację gminną w latach 1954–1972.
Gromadę Dołhobrody z siedzibą GRN w Dołhobrodach utworzono – jako jedną z 8759 gromad na obszarze Polski – w powiecie włodawskim w woj. lubelskim na mocy uchwały nr 17 WRN w Lublinie z dnia 5 października 1954. W skład jednostki weszły obszary dotychczasowych gromad Dołhobrody, Zaświatycze, Pawluki i Lack ze zniesionej gminy Sławatycze w tymże powiecie. Dla gromady ustalono 16 członków gromadzkiej rady narodowej.
1 stycznia 1962 gromadę zniesiono, włączając jej obszar do gromad Różanka (wieś Lack) i Hanna (wsie Dołhobrody i Pawluki oraz kolonie Baje, Łydyny, Zahrodocze, Zaświatycze i Lipinki) w tymże powiecie.